# Arion lusitanicus
Arion lusitanicus (лат.) — вид наземных стебельчатоглазых брюхоногих моллюсков рода арионы (Arion) семейства арионид (Arionidae). Небольшой слизень длиной до 80 мм. У взрослых особей спина тёмно-коричневая с желтоватым оттенком. На спине и мантии есть две светло-коричневые полосы, правая из которых проходит над пневмостомом. Подошва у взрослых слизней с тёмно-серыми боковыми долями и беловатой серединой.
Эндемик Португалии. В типовом местонахождении обитает среди горной растительности, прячась в очень узких отверстиях в почве. Питается грибами, травянистыми растениями, мхами и лишайниками.
За этот вид долгое время принимали испанского слизня (Arion vulgaris), который был завезён человеком во многие регионы Европы и является опасным сельскохозяйственным вредителем. Дальнейшие исследования показали, что эти виды отличаются как по внешним признакам, так и по строению половой системы. Самостоятельность видов была также подтверждена филогенетическими исследованиями.

## Таксономия
Arion lusitanicus впервые был описан французским натуралистом Жюль Полем Мабилем в 1868 году по экземплярам, найденным в горном хребте Серра-да-Аррабида в португальском городе Сетубал (типовое местонахождение вида). С 1956 года за этот вид долгое время принимали слизня Arion vulgaris, который был завезён человеком во многие регионы Европы и является опасным сельскохозяйственным вредителем. Считалось, что вид распространился в другие страны из Пиренейского полуострова, в связи с чем он и получил название «испанский слизень» (англ. Spanish slug). В Великобритании была описана форма A. lusitanicus s. l, которая оказалась самостоятельным видом и ей было возвращено название Arion flagellus Collinge, 1893 сведённое ранее в синонимы к Arion subfuscus. Вторую форму продолжали считать истинным A. lusitanicus, пока в 1997 году не был переописан A. lusitanicus s. str. из типового местонахождения в Португалии. Оказалось, что экземпляры за пределами Пиренейского полуострова, относимые к A. lusitanicus, отличаются от слизней из Португалии как по внешним признакам, так и по строению половой системы. В дальнейшем самостоятельность видов была подтверждена филогенетическими исследованиями, согласно которым истинный A. lusitanicus наиболее близок к пиренейским Arion fuligineus и Arion nobrei, в то время как ближайшими родственниками A. vulgaris являются Arion ater и Arion rufus. Из-за морфологических сходств и запутанной таксономии в старых исследованиях, многие указания A. lusitanicus на самом деле относятся к слизню-вредителю A. vulgaris.
В опубликованной в 1855 году работе Альфреда Мокен-Тандона были описаны различные вариететы слизня Arion rufus, один из которых носит название Arion rufus var. vulgaris. Рисунок половой системы этого вариетета по современным представлениям относится именно к широко распространённому слизню-вредителю, в связи с чем с 1999 года многие авторы начали использовать для него название Arion vulgaris Moquin-Tandon, 1855. Другие же авторы считали данное название невалидным и использовали для этого вида название Arion lusitanicus  auct. non Mabille, 1868 (в применении различных авторов, но не Мабиля). В этом случае единственное, что отличает его португальского эндемика это авторство «non Mabille, 1868». Однако, не все учёные знакомы со значением слова «non», кроме того, в некоторых публикациях оно вообще не используется. В 2018 году Международной комиссии по зоологической номенклатуре был подан запрос на сохранение названия Arion vulgaris Moquin-Tandon, 1855 для слизня-вредителя.

## Описание
Небольшой слизень длиной до 80 мм. У взрослых особей спина тёмно-коричневая с желтоватым оттенком. На спине и мантии есть две светло-коричневые полосы, правая из которых проходит над пневмостомом. Молодые особи зеленовато-серые с двумя беловатыми полосами на мантии и спине. При помещении слизней в 70-градусный спирт цвет их тела становится серовато- или оливково-коричневым, а полосы могут выглядеть светлыми или тёмными в зависимости от фоновой окраски. Морщины меньше, чем у Arion ater и напоминают таковые у Arion nobrei. Край подошвы оранжевый с тёмными поперечными линиями. Подошва у молоди белая или оранжевая, у взрослых особей её срединная доля беловатая, а боковые — тёмно-серые. Все цвета подошвы сохраняются в спирте, за исключением серого, который становится чёрным. Щупальца черноватые. У живых особей слизь бесцветная и очень липкая (становится жёлтой при помещении в спирт), на подошве она интенсивно-жёлтая. Пищеварительный тракт и паллеальный комплекс характерны для рода Arion. Рудиментарная раковина представляет собой группу неравномерно расположенных известковых зёрен.

### Половая система

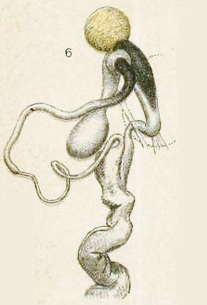
Половая система Arion lusitanicus

Гонада с мелкими дольками. Гермафродитный проток довольно длинный. Белковая железа удлинённая, в разрезе овальная. У взрослых особей со сперматофором в семяприёмнике длина семяпровода равна длине эпифаллуса (их общая длина составляет 40 мм). У особей без сперматофора эпифаллус на 1/4 длиннее семяпровода, что особенно заметно у молодых слизней. Место перехода семяпровода в эпифаллус выражено сужением. Эпифаллус заканчивается дистальным кольцевидным утолщением. Проксимальный отдел яйцевода составляет 1/2 длины дистального отдела и эпифаллуса. Дистальный отдел яйцевода сильно расширен, с проксимальным изгибом вблизи ретрактора яйцевода. Внутри дистального отдела яйцевода находится лигула V-образной формы с вторичными складками в проксимальной области, которая является наиболее открытой. Семяприёмник с очень коротким протоком по отношению к эпифаллусу. Атриум шарообразный и неразделённый, проток семяприёмника немного расширяется возле места прикрепления к нему. Резервуар семяприёмника яйцевидный. Проток семяприёмника равной длины с резервуаром или короче. Вагина длиннее и шире протока семяприёмника. От ретрактора семяприёмника к кольцевому расширению эпифаллуса отходит ветвь, обе ветви плотно соединяются с ретрактором яйцевода. Пигментация на дистальной трети эпифаллуса вблизи атриума розоватая или чёрная.
Сперматофор цилиндрический, с заострёнными краями, продольно проходящими по гребню, который образован пилообразными расширениями. Зубцы тупые и расположены не очень близко друг к другу. Максимальная длина сперматофора около 40 мм, но чаще всего составляет 30 мм.

## Распространение
По всей видимости, Arion lusitanicus является эндемиком Португалии. Достоверные находки были сделаны в провинции Эштремадура в горном хребте Серра-да-Аррабида, в Синтре, Оэйраше, Монтсеррате, на западе от Алпедриша, в А-душ-Куньядуш, а также на территории бывшей провинции Бейра-Литорал в Вали-ди-Куда и в 2 км к северо-востоку от Алмагрейра. Указания вида для других частей Пиренейского полуострова нуждаются в подтверждении.

## Биология
Arion lusitanicus обитает среди горной растительности на известковой почве. В Серра-да-Аррабида климат средиземноморский, здесь преобладает песчаник и известняк, на которых растёт дуб (Quercus), маслина (Olea) и сосна (Pinus). В этом местонахождении вид обычен на земляных склонах затенённых дорог, где он прячется в очень узких отверстиях в почве. Из укрытий слизень выходит хвостом вперёд. Весной и осенью питается грибами. В остальные времена года поедает травянистые растения, мхи и лишайники.
Копуляция наблюдалась в январе и феврале. Предкопуляционное поведение неизвестно. Слизни с вывернутыми атриумами и яйцеводами изгибают тела полукругом и облизывают друг друга. В течение этого процесса одна из особей проявляет большую активность, чем другая, и иногда даже засовывает своё глазное щупальце в пневмостом партнёра. В течение всей копуляции видны дистальные части яйцеводов с вывернутыми и прижатыми друг к другу лигулами, одна из которых находится впереди другой. В конце копуляции более активный слизень перемещается к задней части партнёра, их гениталии вворачиваются и становятся заметными два сперматофора. При полном разъединении, у партнёров видны только дистальные отделы атриумов, из которых высовываются концы сперматофоров. Более активная особь первой покидает место копуляции (конец её сперматофора всё ещё виден). Второй слизень остаётся на месте и слизывает слизь, которая была выделена хвостовой ямкой.

## Охрана
Международный союз охраны природы оценил охранный статус вида только с учётом двух локалитетов: Серра-да-Аррабида и Серра-де-Синтра. Популяции слизня считаются стабильными, а оба упомянутых местонахождения находятся на охраняемых территориях. В связи с этим Arion lusitanicus оценивается как вид, вызывающий наименьшие опасения.

## Комментарии
1. ↑  Слизень, найденный вблизи Синтры и определённый по внешним признакам как Arion lusitanicus (внутреннее строение слизней из этой популяции не было изучено).